# Shadow Master
Shadow Master est un jeu vidéo d'action développé par HammerHead et édité par Psygnosis, sorti en 1998 sur PlayStation et sous Windows. Dans un univers futuriste, le joueur est opposé au force de ShadowMaster aux commandes d'un véhicule armé tout-terrain.